# Barbara Willard
Barbara Mary Willard (Brighton, 12 marzo 1909 – Wivelsfield, 18 febbraio 1994) è stata una scrittrice britannica.

## Biografia
Nata nel 1909 a Brighton, è stata educata in una scuola-convento nel Southampton.
Dopo aver recitato alcuni anni a teatro (suo padre era l'attore shakespeariano Edmund Willard), ha abbandonato la carriera di attrice per dedicarsi completamente alla scrittura.
Autrice di romanzi per adulti e per ragazzi, è principalmente nota per i suoi 9 romanzi storici della serie Mantlemass le cui vicende si dipanano dalla guerra delle due rose alla guerra civile inglese.
Vincitrice di un premio Costa nel 1984, è morta a Wivelsfield il 18 febbraio 1994.

## Opere

### Romanzi per adulti
- Love in Ambush con Elizabeth Helen Devas (1930)
- Ballerina (1932)
- As Far as in me Lies (1936)
- Portrait of Philip (1950)
- Celia Scarfe (1951)

### Libri per ragazzi
- Hetty (1956)
- Snail and the Pennithornes (1957)
- The Penny Pony (1961)
- Duck on a Pond (1962)
- Storm from the West (1963)
- The Battle of Wednesday Week (1963)
- Three and One to Carry (1964)
- A Dog and a Half (1964)
- Charity at Home (1965)
- Surprise Island (1966)
- The Richleighs of Tantamount (1966)
- The Grove of Green Holly (1967)
- The Gardener's Grandchildren (1978)
- Spell Me A Witch (1979)
- Summer Season (1981)
- Accadde in una notte di luna (The farmers boy, 1991), Trieste, Einaudi, 1997 traduzione di Iole Comoglio ISBN 88-7926-259-9.
- The Ranger's Daughters (1992)

#### Serie Mantlemass
- The Miller's Boy (1976)
- The Lark and the Laurel (1970)
- The Sprig of Broom (1971)
- A Cold Wind Blowing (1972)
- The Eldest Son (1977)
- The Iron Lily (1973)
- A Flight of Swans (1980)
- Harrow and Harvest (1974)
- The Keys of Mantlemass (1981)

## Premi e riconoscimenti
- Guardian children's fiction prize: 1974 vincitrice con The Iron Lily[7]
- Costa Book Awards: 1984 vincitrice nella categoria "Libro per ragazzi" con The Queen of the Pharisees' Children